# 莫哈末基丁沙菲
莫哈末基丁沙菲（1961年1月9日—），马来西亚从政者，为巫统党员。他曾经在2013年马来西亚大选时，代表国民阵线当选为登嘉楼柏迈苏里的州议员，并在2008年当选登嘉楼士兆的国会议员，以及1995年和2004年的柏迈苏里的州议员。